# ما تشي
ما تشي ( (بالصينية المبسطة: 马麒؛ بالصينية التقليدية: 馬麒؛ البينيين: Mǎ Qí؛ ويد–جيلز: Ma Ch'i) ، شياويرجينج : مَا ٿِ (23 سبتمبر 1869 - 5 أغسطس 1931) كان جنرالًا مسلمًا صينيًا في الصين في أوائل القرن العشرين، يرجع أصله إلى عرقية الهوي.

## النشأة
وُلِد ما تشي في 23 سبتمبر 1869 في داوهي، وهي الآن جزء من لينشيا، قانسو، الصين. كان والده ما هاي يان وشقيقه ما لين. كان قائدًا عسكريًا كبيرًا في منطقة تشينغهاي -قانسو خلال أواخر عهد أسرة تشينغ. قاد ما تشي قوات المسلمين الموالين لسحق المتمردين المسلمين خلال ثورة دونغان (1895). 
خلال ثورة الملاكمين، خدم ما تشي مع والده ما هاي يان في قوات كانسو بقيادة الجنرال دونغ فو شيانغ ضد تحالف الدول الثماني الغازي في بكين، فهزم ما هاي يان الجيش الأجنبي في معركة لانغفانغ عام ١٩٠٠، وتوفي وهو يحمي العائلة الإمبراطورية من القوات الغربية.  خلفه ابنه ما تشي في جميع مناصبه وصلاحياته، كان طول ما تشي 6 قدم (183 سـم) طويل القامة وحافظ على ميليشيا مينتوان في شينينغ كجيشه الشخصي، المسمى نينغهايجون.  كما تحدى بشكل مباشر قائده الجنرال المسلم ما أنليانغ عندما تم شحن ما وان فو -زعيم الإخوان المسلمين- إلى قانسو من شينجيانغ بواسطة يانغ زينج شين إلى ما أنليانغ حتى يتمكن ما أنليانغ من إعدام ما وان فو، أجرى ما تشي عملية إنقاذ لما وان فو بمهاجمة المرافقين وأحضره إلى تشينغهاي، كان ما أنليانغ يكره جماعة الإخوان المسلمين التي حظرها في وقت سابق، وحكم على جميع أعضائها بالإعدام وأراد إعدام ما وان فو شخصيًا لأنه كان زعيمها.
خلال ثورة شينهاي ، حارب ما تشي ثوار جيلاوهوي في نينغشي، ولكن عندما سقطت إمبراطورية تشينغ أعلن ما تشي دعمه لجمهورية الصين. 
فشل ما أنليانغ وتشانغجينج وشينغيون في الاستيلاء على شنشي من الثوار، وفي نينغشياتعرضت قوات تشينغ للهجوم من قبل كل من أعضاء جيلاوهوي المسلمين من هوي وهان جيلاوهوي، بينما كان الجنرال ما تشي وما يوان تشانغ في قوات تشينغ التي تقاتل ضدهم ولكن ما يوان تشانغ انشق وانضم إلى الجمهوريين بعد أن تخلى ما أنليانغ عن تشينغ،  على عكس المغول والتبتيين، رفض المسلمون الانفصال عن الجمهورية، واستخدم ما تشي سلطاته الدبلوماسية والعسكرية بسرعة لجعل النبلاء التبتيين والمغول يعترفون بحكومة جمهورية الصين كحاكم لهم، وأرسل رسالة إلى الرئيس يوان شيكاي يؤكد فيها أن تشينغهاي آمنة في الجمهورية، استبدل عبارة "عاش الإمبراطور الحاكم طويلاً، طويلاً، طويلاً" بعبارة "عاشت جمهورية الصين" على النقوش. 
أقام ما تشي علاقات مع وو بي فو ، الذي حاول تحريض قادة جيش قانسو ضد فنغ يوشيانغ. طرد ليو يو فن، التابع لفنغ، جميع جنرالات الهان المعارضين له، مما دفع جنرالات هوي، ما هونغ بين، وما لين، وما تينغ شيانغ، والجنرال هان باي جيان تشانغ، قائد جيش هوي، إلى وقف القتال ضد فنغ والسعي إلى اتفاق. 

## العصر الجمهوري
في عام ١٩١٣، أسس ما تشي مكتبًا للصوف والجلود في تشينغهاي، وفرض ضريبة تصدير على تجارة الصوف مع الأجانب. 
في عام ١٩١٧، أمر ما آن ليانغ شقيقه الأصغر ما غو ليانغ بقمع تمرد التبتيين في شون هوا، الذين ثاروا احتجاجًا على الضرائب التي فرضها عليهم، لم يُبلغ ما آن ليانغ الحكومة المركزية في بكين بالأمر، فوبخته على ذلك وأرسلت الحكومة ما تشي للتحقيق في القضية وقمع التمرد.
شكل ما تشي جيش نينغهاي في تشينغهاي عام 1915.واحتل دير لابرانج عام 1917، وكانت هذه هي المرة الأولى التي استولى عليها غير التبتيين. 
بعد اندلاع أعمال شغب عرقية بين المسلمين والتبتيين عام 1918، هزم ما تشي التبتيين، وفرض ضرائب باهظة على المدينة لمدة ثماني سنوات، وفي عام 1921 سحق هو وجيشه المسلم رهبان دير لابرانج التبتيين بشكل حاسم عندما حاولوا معارضته،  وفي عام 1925 اندلعت ثورة تبتي، حيث طرد آلاف المتمردين المسلمين، ورد ما تشي بثلاثة آلاف جندي صيني مسلم، استعادوا لابرانج وأطلقوا النار على آلاف الرهبان التبتيين أثناء محاولتهم الفرار،   حاصر ما تشي لابرانج عدة مرات وقاتل التبتيون والمغول ضد قواته المسلمة من أجل السيطرة على لابرانج، حتى تخلى عن القتال فيها عام 1927. 
هزم ما تشي القوات التبتية بقواته المسلمة،  وقد أشاد الأجانب الذين سافروا عبر تشينغهاي بقواته العسكرية لمهاراتهم القتالية. 
بعد تأسيس الجمهورية كان حاكمًا لتشينغهاي من عام 1915 إلى عام 1928 وأول رئيس لحكومة تشينغهاي من عام 1929 إلى عام 1931،  بعد أن سيطر تشيانغ كاي شيك على الصعيد الوطني، أصبح قائد لواء ثم تمت ترقيته إلى قائد الفرقة 26 للجيش الثوري الوطني في المنطقة الشمالية الغربية.
وشملت مناصبه المدنية أيضًا مدير مكتب البناء في قانسو، كان الابن الأكبر لما تشي هو ما بوتشينج وكان ابنه الآخر ما بوفانغ، وابنه الأخير ما بو يوان.
توفي في 5 أغسطس 1931 في شينينغ ، تشينغهاي ، الصين. 

## روابط خارجية
- الحكام
- 民国军阀派系谈 (مناقشة مجموعات أمراء الحرب في جمهورية الصين) http://www.2499cn.com/junfamulu.htm